# Ionactis
Ionactis je rod glavočika smješten u vlastiti podtribus Ionactinae, dio tribusa Astereae. Postoji šest vrsta, sve su iz Sjeverne Amerike.

## Vrste
1. Ionactis alpina (Nutt.) Greene
2. Ionactis caelestis P.J.Leary & G.L.Nesom
3. Ionactis elegans (Soreng & Spellenb.) G.L.Nesom
4. Ionactis linariifolia (L.) Greene
5. Ionactis repens G.L.Nesom
6. Ionactis stenomeres (A.Gray) Greene